# Bod uzávěru
Bod uzávěru podmnožiny A topologického prostoru X je v matematice libovolný prvek Cl(A), uzávěru množiny A.
Bod uzávěru množiny A je ekvivalentní s adherent point množiny A používaným v anglické literatuře pro takový bod x, jehož každé okolí obsahuje nějaký bod množiny A, tj. jestliže {\displaystyle U} je otevřená podmnožina {\displaystyle X}, taková, že {\displaystyle x\in U,} pak {\displaystyle U\cap A\neq \varnothing .}

## Bod uzávěru a limitní bod
Definice limitního bodu požaduje, aby každé okolí bodu x obsahovalo alespoň jeden bod množiny A, který (na rozdíl od definice adherent point) musí být různý od x. Každý limitní bod je tedy bodem uzávěru, ale opačné tvrzení neplatí. Bod uzávěru množiny A je limitním bodem množiny A nebo prvkem množiny A (nebo obojí). Bod uzávěru, který není limitním bodem, je izolovaným bodem.
Intuitivně, pokud si představíme otevřenou množinu A jako plochu uvnitř nějaké hranice (bez této hranice), uzávěr množiny A je množina A včetně této hranice.

## Příklady
- Pokud S je neprázdná podmnožina množiny reálných čísel {\displaystyle \mathbb {R} }, která je shora omezená, pak sup(S) je bodem uzávěru S.
- Podmnožina S metrického prostoru M obsahuje všechny body uzávěru právě tehdy, když S je (sekvenčně) uzavřená v M.
- Pro interval {\displaystyle (a,b\rangle } s obvyklou topologií reálné osy {\displaystyle \mathbb {R} } je a bodem uzávěru, který do uvedeného intervalu nepatří.
- Pokud S je podmnožina topologického prostoru, pak limita konvergentní posloupnosti z S nemusí nutně patřit do S, ale vždy je bodem uzávěru množiny S. Nechť (xn)n∈N je taková posloupnost a nechť x je její limita. Z definice limity pak pro všechna okolí U bodu x existuje přirozené číslo n0 takové, že xn ∈ U pro všechna n ≥ n0. Konkrétně, xn0 ∈ U a také xN ∈ S, pak x je bodem uzávěru množiny S.
- V protikladu k předchozímu příkladu, limita konvergentní posloupnosti v S není nutně limitním bodem množiny S; například uvažujme S = { 0 } jako podmnožinu reálných čísel {\displaystyle \mathbb {R} }. Pak jediná posloupnost v S je konstantní posloupnost (0), jejíž limita je 0, ale 0 není limitním bodem množiny S, ale pouze bodem uzávěru množiny S.